# 相良頼徳
相良 頼徳（さがら よりのり）は、肥後国人吉藩の第12代藩主。

## 生涯
安永3年（1774年）5月16日、第11代藩主・相良長寛の長男（庶長子）として生まれる。はじめ世子は嫡子（正室の子で次男）の義休と決まっていたが、義休は寛政4年（1792年）9月25日に江戸にて乱心し、樅木九郎兵衛を斬殺したため（樅木は事件の2日後に死去）、寛政5年（1793年）1月28日に廃嫡され（系図には病のためと記されている）、代わって頼徳が世子に指名された。寛政6年（1794年）12月16日に従五位下、志摩守に叙任する。享和2年（1802年）2月5日、父の隠居により家督を継ぐ。
藩政においては、藩財政再建を目指して田代政典を家老に登用し、文化4年（1807年）に五人組制度の再建、文化8年（1811年）には検地による年貢増収、そのほかにも新田開発、専売などを行なった。
文政元年（1818年）10月6日、長男の頼之に家督を譲って隠居し、安政3年（1856年）10月1日に死去した。享年83。

## 系譜
父母
- 相良長寛（父）
- 浜崎名美恵、観智院（母） - 側室

正室
- 於津、銉 - 松平頼謙の次女

子女
- 相良頼之（長男） 正室於津の養子。
- 相良頼直（三男） 生母は於津、相良頼匡の養子。
- 相良頼由
- 万江頼保
- 於蓮
- 於幸
- 於雅 - 竹中重英室
- 於益 - 相良頼為室
- 於葉
- 於源